# Pro Natura
Pour l’article ayant un titre homophone, voir Pro-Natura International.
 (février 2017).
Pro Natura est une organisation suisse de protection de la nature. Elle s’engage pour la protection et la conservation de la faune et de la flore en Suisse.

## Objectifs
L’objectif de Pro Natura est de préserver et d’accroître la diversité naturelle des espèces, des milieux naturels et des paysages.

## Histoire

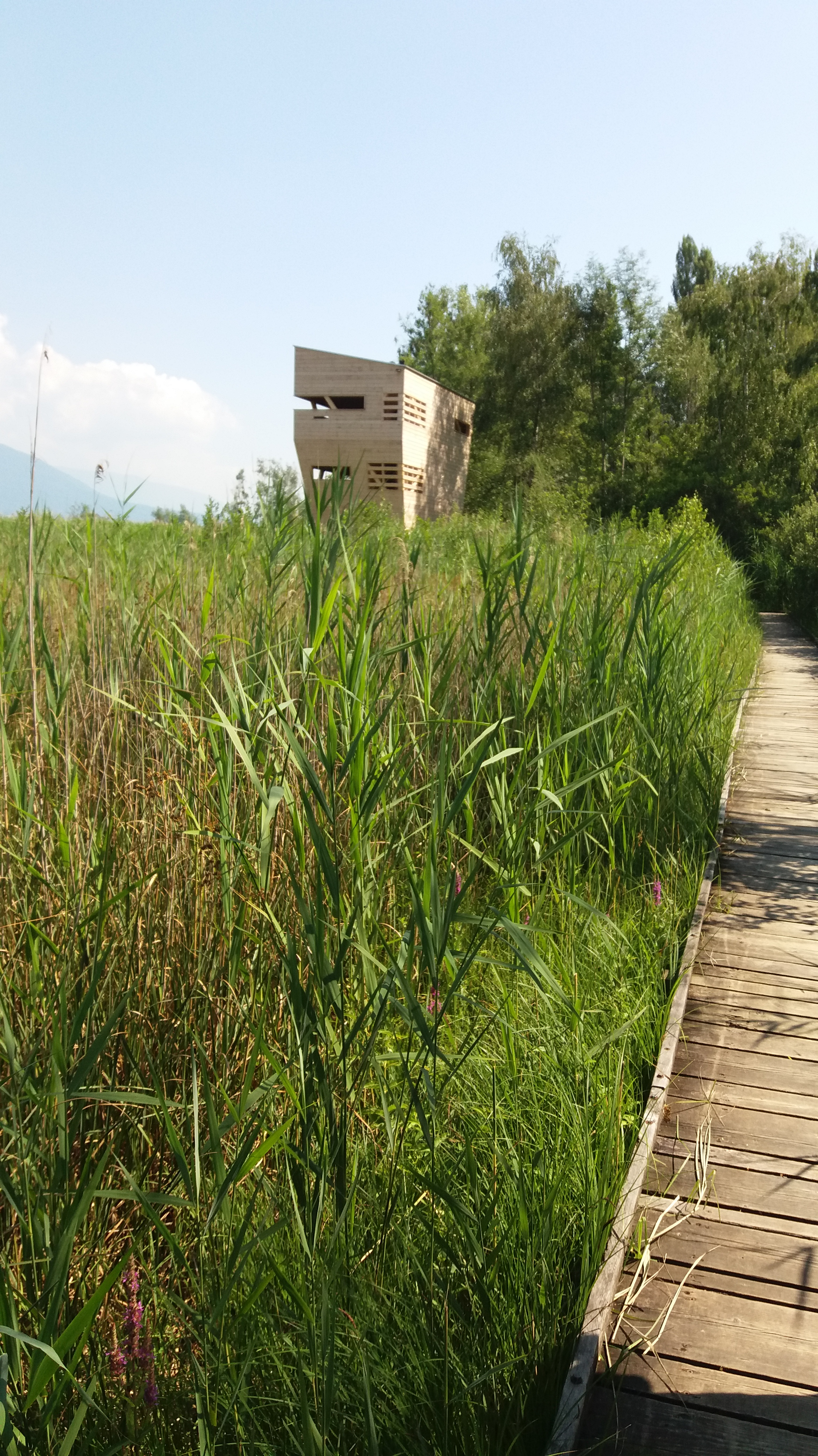
Le Centre Pro Natura de Champ-Pittet.

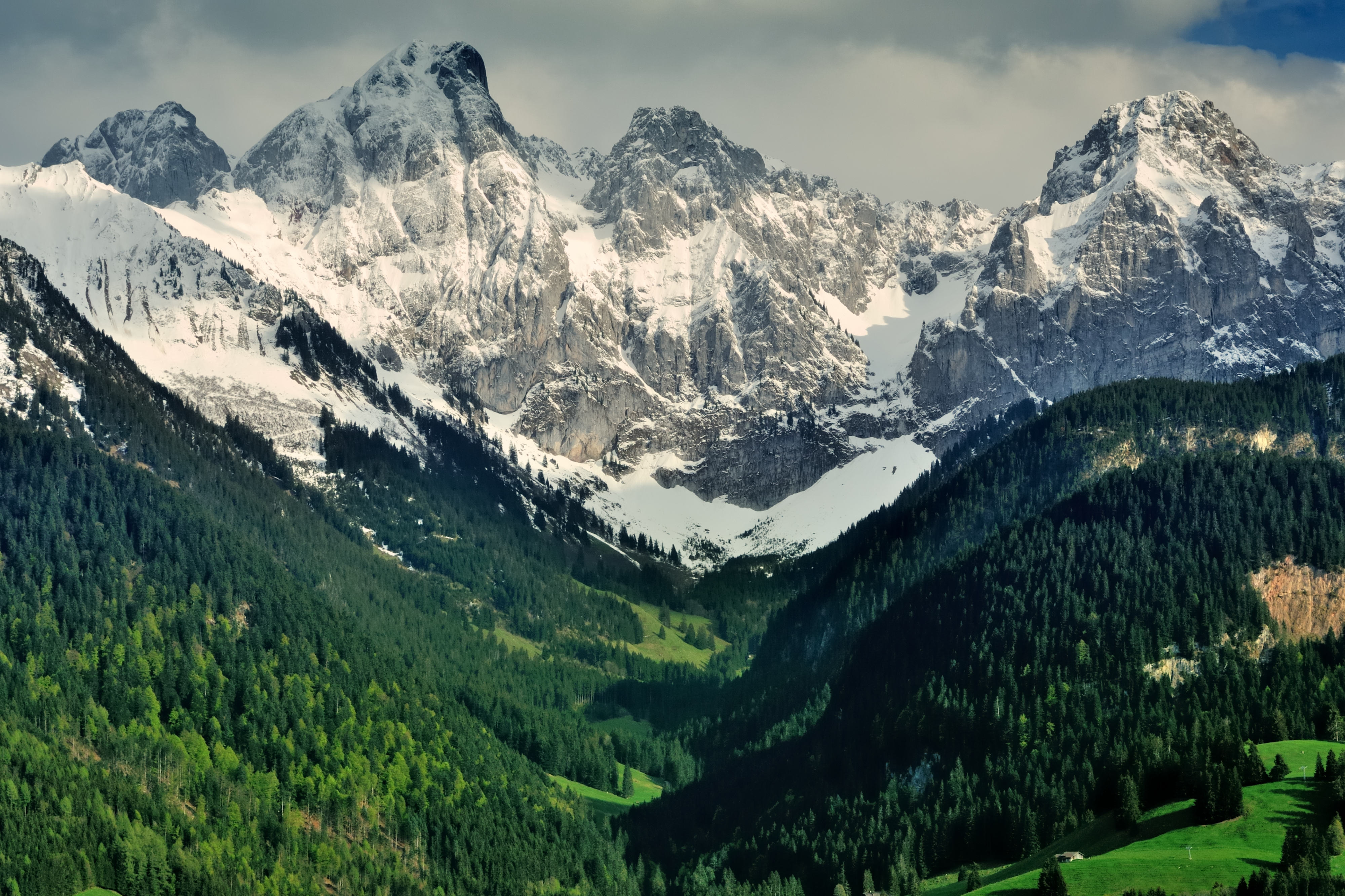
La réserve naturelle de la Pierreuse (Pays-d'Enhaut).

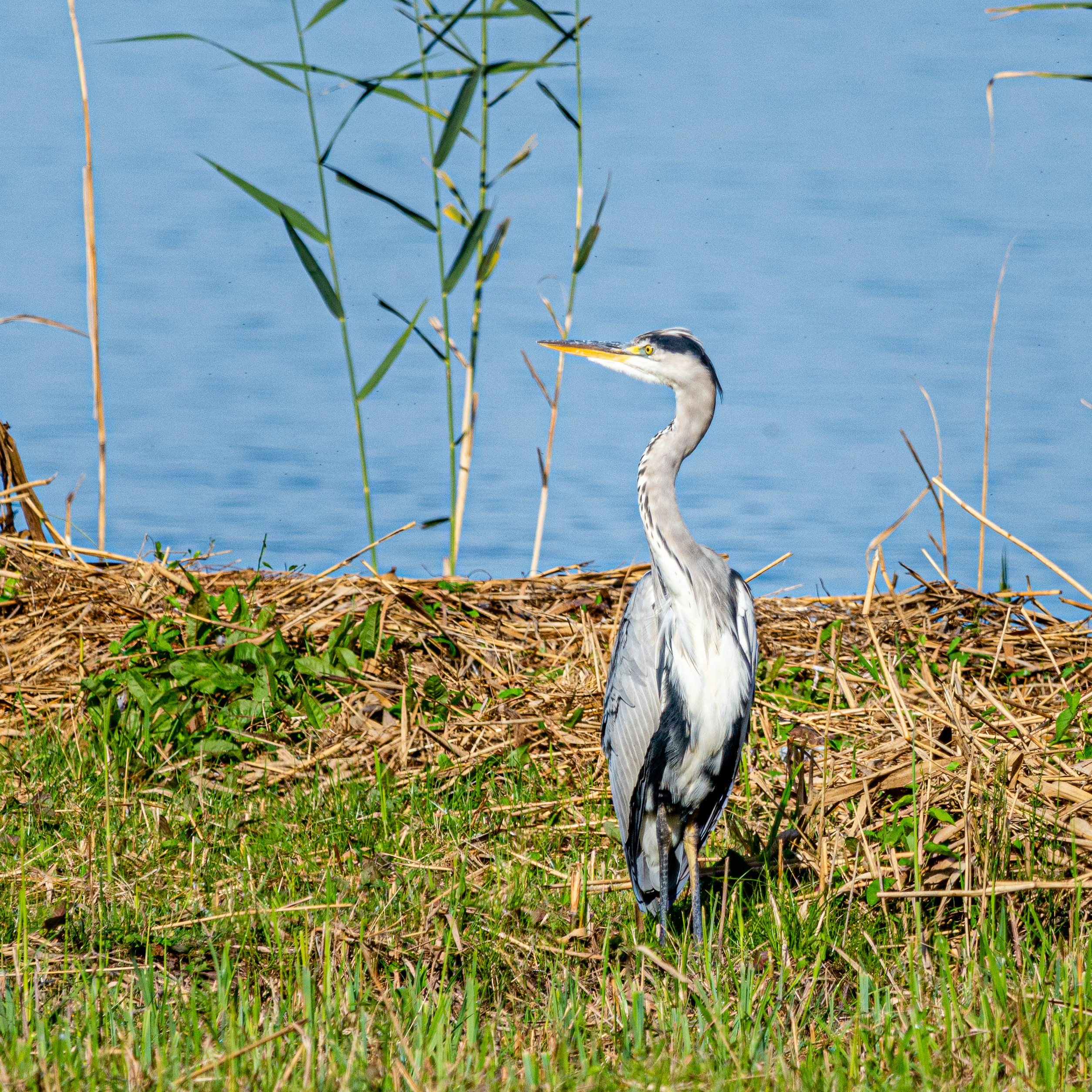
Un héron, dans la réserve des Grangettes.

En 1909, des représentants de la Commission de protection de la nature - qui avait été établie en 1906 par la Société helvétique des sciences naturelles - fondèrent la Ligue suisse pour la protection de la nature (LSPN) – renommée Pro Natura depuis 1997.
Son but a tout d'abord été la protection des beautés du paysage en Suisse, conformément aux sentiments esthétiques et patriotiques de l'époque, et en réaction contre la destruction des beautés de la nature et de la patrie causée par la civilisation industrielle, l'urbanisation et le tourisme de la seconde moitié du XIXe siècle. La protection du paysage fut également, à la même époque, un des buts de Patrimoine suisse (Schweizer Heimatschutz en allemand), créée en 1905.
L'un des premiers projets réalisés par la LSPN fut la création du Parc national suisse, en août 1914, dans le canton des Grisons (val Cluozza et val Trupchun), afin de préserver une portion du territoire national au bénéfice d’une nature toujours plus menacée par l’industrialisation et le tourisme.
Dans les années 1960, la LSPN qui, jusque-là, fonctionnait de manière centralisée, créa des sections dans les cantons. La section neuchâteloise est ainsi fondée en septembre 1963.
Comme la Ligue suisse pour la protection de la nature prélevait un franc sur chaque cotisation de membre en faveur du parc national, on l’appela communément Fränkli-Verein, l’« association à un franc ». Aujourd’hui, Pro Natura reverse toujours chaque année un franc par membre pour le fonctionnement du parc national d’Engadine, ce qui représente une coquette somme avec plus de 160 000 membres actuels. À ce jour, un réseau de plus de 700 réserves naturelles s’est constitué au fil des années dans toute la Suisse. En outre, Pro Natura s’occupe de plus d’une douzaine de centres de protection de la nature, notamment le Centre Pro Natura de Champittet (canton de Vaud) et celui d’Aletsch (canton du Valais).

## Organisation
En tant qu’association privée d’intérêt public, Pro Natura dépend des contributions de ses membres ainsi que de dons. En 2018, l'association compte 160 000 membres. Elle possède 23 sections cantonales et une association centrale. Pro Natura est membre du réseau des Amis de la Terre et membre fondateur de l’Union internationale pour la conservation de la nature (UICN).

## Campagnes en cours
- La campagne « Créons ensemble un nouveau parc national ! »[5] a été lancée en 2000. Son objectif était de doter la Suisse d’un nouveau parc national et de tout un réseau de grandes réserves naturelles avant la fin de la décennie. Les bases légales nécessaires ont été créées et une trentaine de régions travaillent sur des projets de parc.
- Initiative pour le paysage : L’initiative populaire fédérale lancée en 2007 sous la direction notamment de Pro Natura demande que la surface totale des zones à bâtir ne puisse être agrandie pendant 20 ans. Elle a recueilli près de 110 000 signatures valables et a pu être déposée en 2008 par Pro Natura et seize autres organisations. Une nouvelle pétition visant à limiter le mitage est lancée en 2019, en partenariat avec d'autres associations[6].
- La campagne « Voie libre pour la faune sauvage ! » vise à promouvoir la prise en compte des déplacements des animaux lors de l'aménagement urbain afin de limiter la fragmentation de leur habitat.
- La campagne « Stop aux pesticides dans nos eaux ! » promeut une agriculture écologique et durable, et présente des bonnes pratiques pour une agricultures sans pesticides et respectueuse de l’environnement[4].
- La campagne « Ensemble contre la disparition des insectes ! », lancée en 2019, vise à sensibiliser et à lutter contre la disparition des espèces d'insectes dont 40% seraient menacées d’extinction en Suisse[7]. L'association pointe également les dangers potentiels du déploiement de la 5G pour les insectes[8].

## Anciennes campagnes
- 2006-2008 : « Libérez nos rivières ! » Plus de la moitié des espèces animales et végétales indigènes ont besoin de cours d’eau à l’état naturel. Pro Natura souhaite donc davantage de rivières et de fleuves à l’état naturel. On estime qu’en Suisse environ 90 % des cours d’eau ne s’écoulent plus naturellement. Ils sont canalisés, coulent artificiellement sous terre ou sont endigués. À certains endroits, ils se retrouvent même à sec, toute l’eau ayant été dérivée pour produire de l’énergie. La Loi sur la protection des eaux définit des débits résiduels minimaux à respecter. Pro Natura milite contre l’assouplissement de ces dispositions et réclame la mise en pratique de la loi[9]. Elle donne l'exemple avec des projets de revitalisation.

- 2003-2005 : Durant les trois ans de la campagne, Pro Natura s’est fixé pour objectif de préserver les habitats naturels des espèces de papillons menacées, de favoriser les habitats des espèces répandues et d’améliorer les connaissances de la population sur les papillons. Pro Natura a sauvé de la disparition cinq espèces de papillons fortement menacées au moyen de projets ciblés d’aide d’urgence.[réf. nécessaire]

- 2000-2002 : Lynx & co. : La campagne avait pour objectif de favoriser une diffusion des populations de lynx en Suisse et un retour du loup et de l’ours. Il s’agissait d’améliorer l’accueil réservé aux grands prédateurs au moyen d’actions de sensibilisation de la population et d’un travail de lobbying.

## Animal de l'année
Depuis 1998, Pro Natura désigne une fois par an un « animal de l'année ». L'organisation entend ainsi mettre en lumière et porter secours à des espèces en danger de disparition.
- 1998 : castor ;
- 1999 : rainette verte ;
- 2000 : lynx ;
- 2001 : aigle royal ;
- 2002 : fourmi des bois ;
- 2003 : machaon ;
- 2004 : lièvre brun ;
- 2005 : lézard agile ;
- 2006 : bouquetin ;
- 2007 : ombre commun ;
- 2008 : caloptéryx éclatant ;
- 2009 : ours brun ;
- 2010 : abeille à longues antennes ;
- 2011 : lombric ;
- 2012 : oreillard brun ;
- 2013 : crapaud accoucheur ;
- 2014 : grillon champêtre ;
- 2015 : couleuvre à collier ;
- 2016 : musaraigne aquatique ;
- 2017 : cerf élaphe ;
- 2018 : hermine ;
- 2019 : ver luisant ;
- 2020 : chat sauvage européen ;
- 2021 : gammare des ruisseaux ;
- 2022 : lérot ;
- 2023 : œdipode turquoise[12] ;
- 2024 : putois[13] ;
- 2025 : escargot des haies[14].

## Publications

### Périodique
- Pro Natura Magazine, 5 par an, réservé aux membres de l'association.

### Ouvrages
- Mario Broggi, Réserves forestières et protection de la nature, Bâle, LSPN ;
- Jean-Bernard Chappuis, Protéger la nature : guide pratique de la protection de la nature et du paysage, Lausanne, Delachaux et Niestlé, 1993 ;
- Yves Gonseth et Pierre Galland, Guide des milieux naturels de Suisse, Delachaux et Niestlé, 1998[15].

## Controverses
En 2020, la section vaudoise est secouée par des tensions au sein de son équipe. Cet épisode pousse la structure à modifier son organisation et certaines pratiques managériales.